# Namaqualand

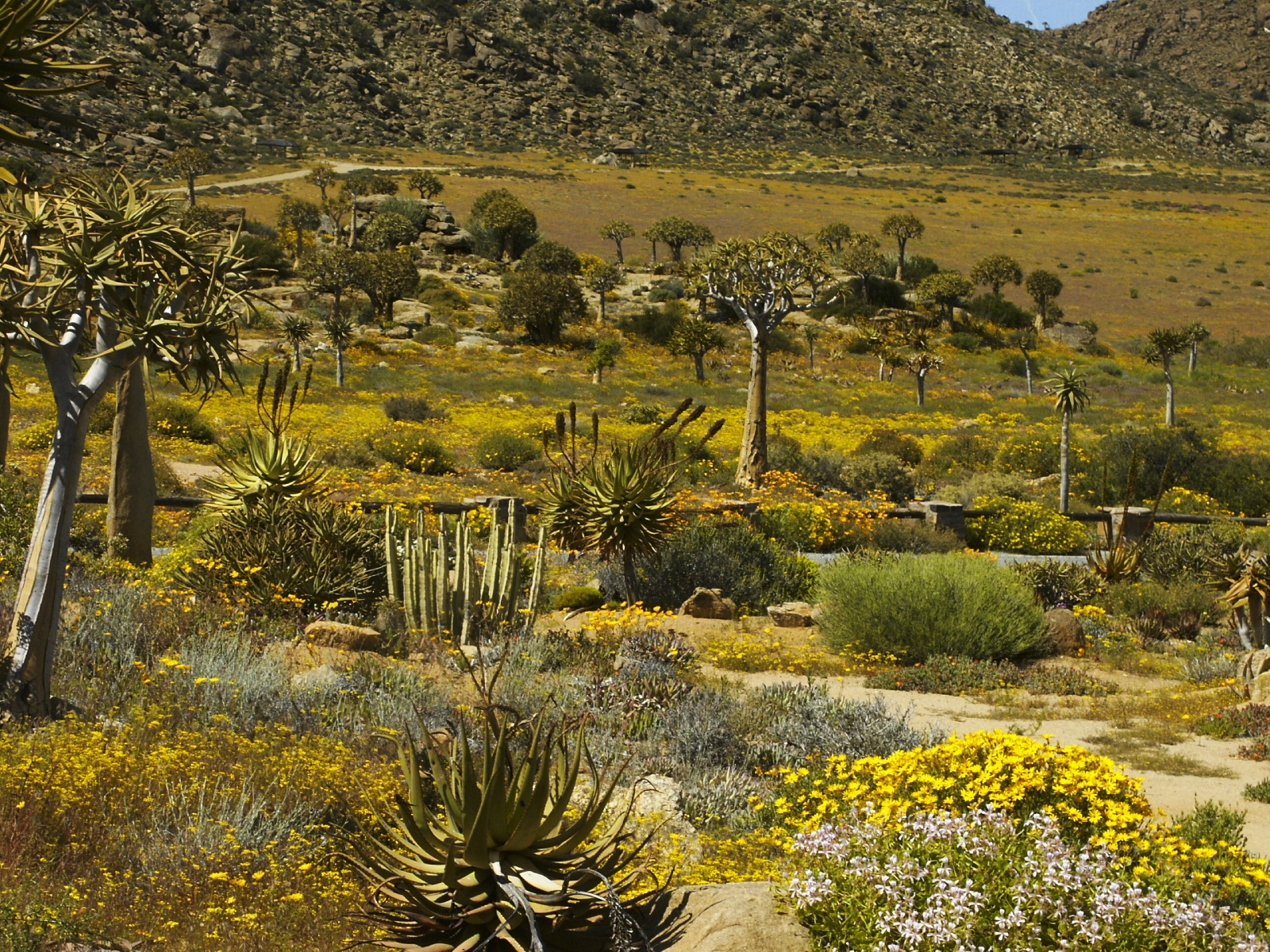
Paesaggio del Namaqualand durante la stagione della fioritura

Il Namaqualand (in afrikaans: Namakwaland) è una regione arida del Sudafrica e della Namibia, formata da graniti che si estende per oltre 100 km sulla costa occidentale dell'oceano Atlantico, con una superficie totale di 440.000 km².

## Geografia
Il tratto inferiore del fiume Orange la divide in due parti - Little Namaqualand a sud e Great Namaqualand a nord. La Little Namaqualand fa parte della provincia del Capo Settentrionale, in Sudafrica, mentre la Great Namaqualand è una regione della Namibia. La Great Namaqualand è abitata all'etnia Namaqua, un popolo Khoikhoi.
Una parte della Little Namaqualand, conosciuta come Richtersveld, è un sito inscritto tra i Patrimoni dell'umanità dell'UNESCO. Durante la primavera, nel breve periodo in cui questa zona, normalmente arida, è ricoperta dal caleidoscopio di colori della fioritura, la regione è meta popolare del turismo locale e internazionale.

## Galleria d'immagini

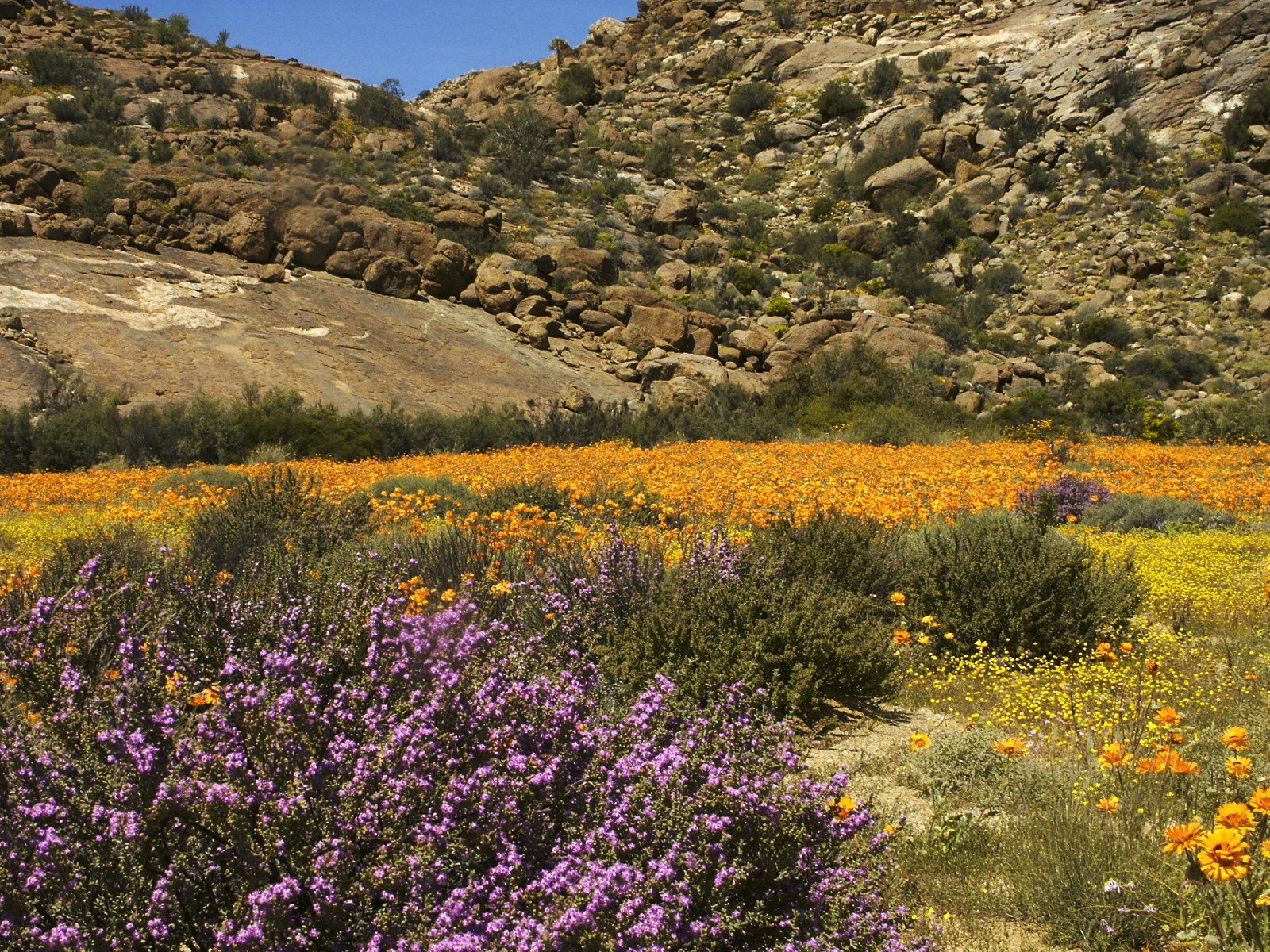
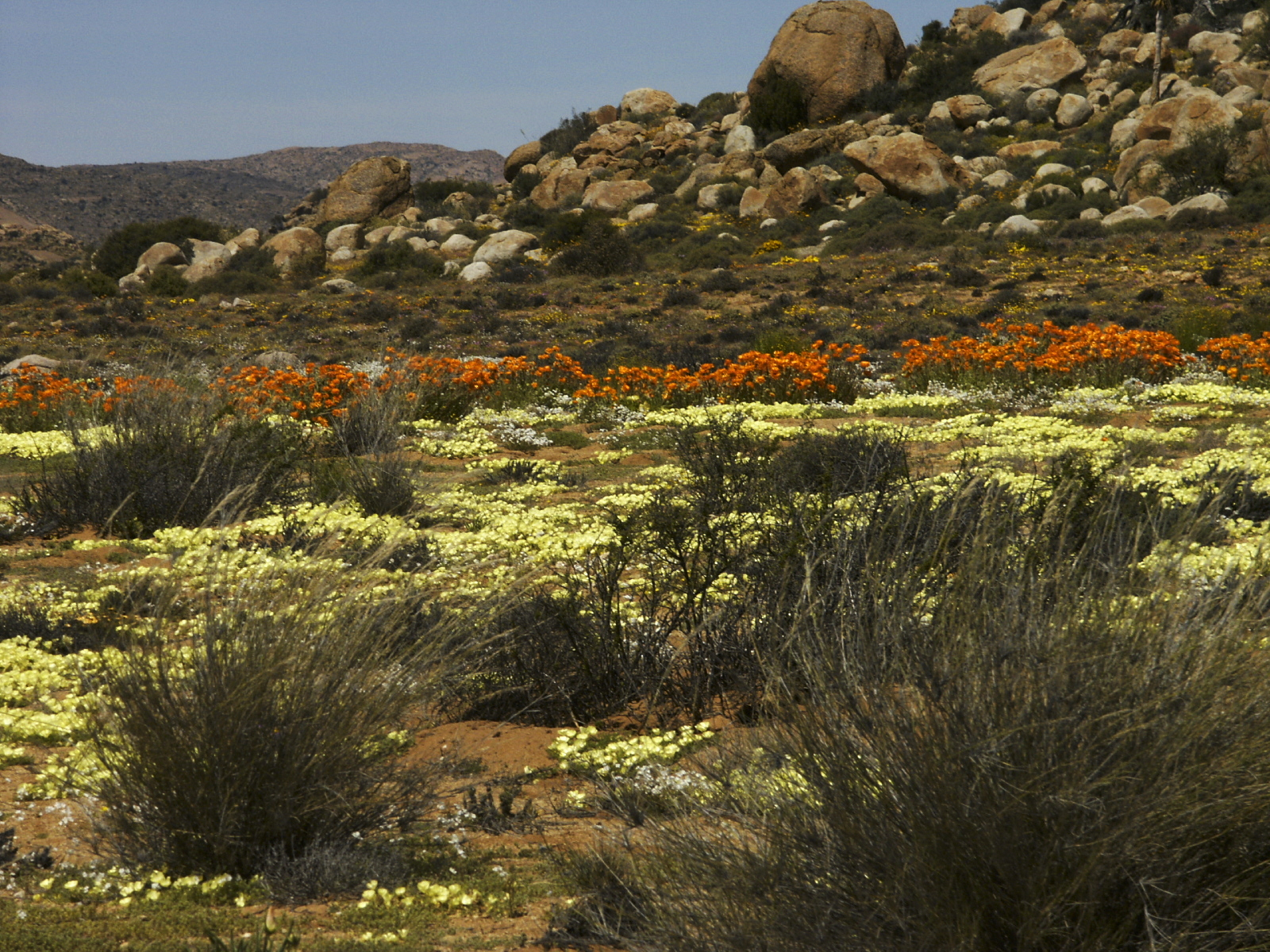
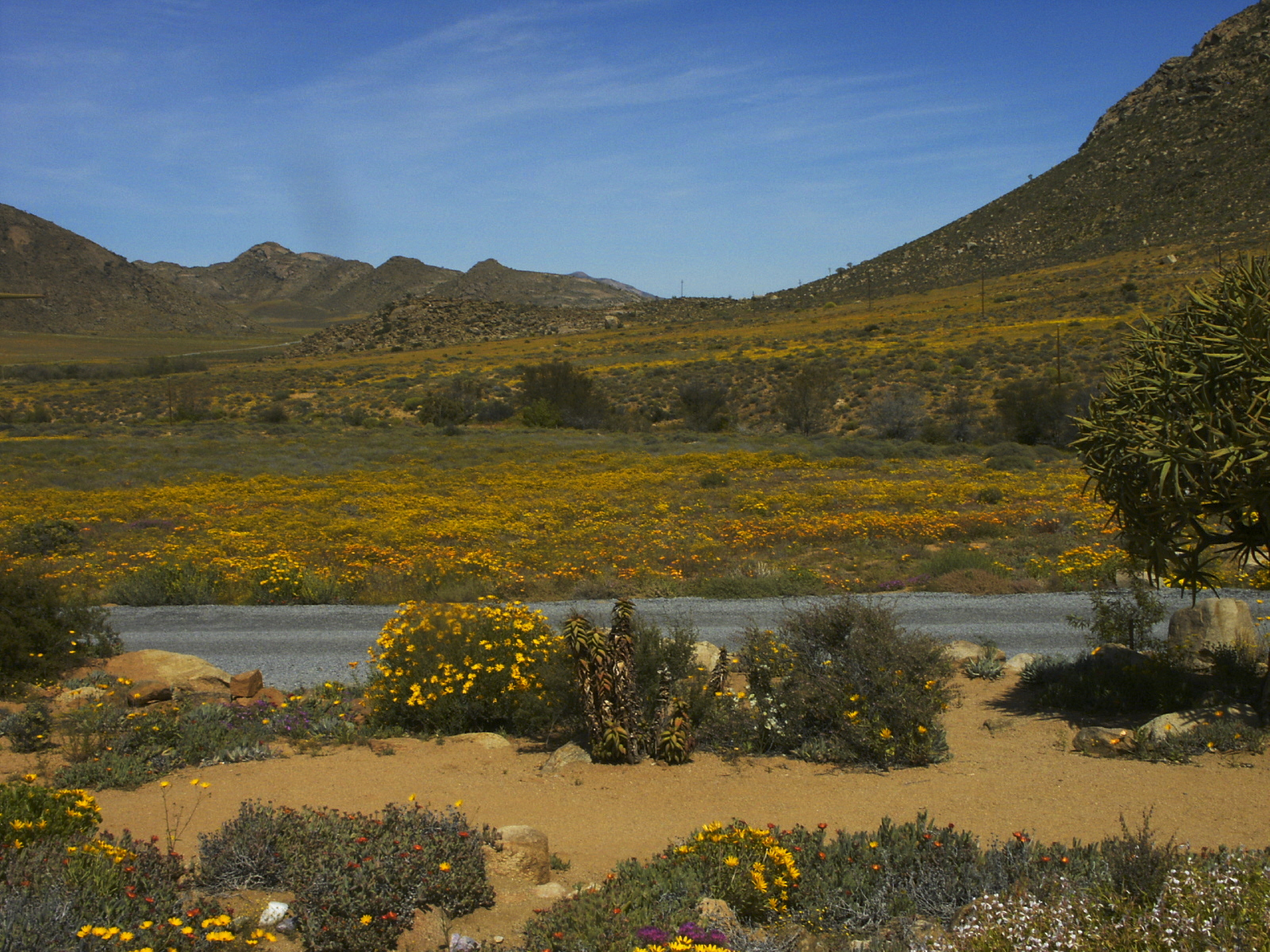
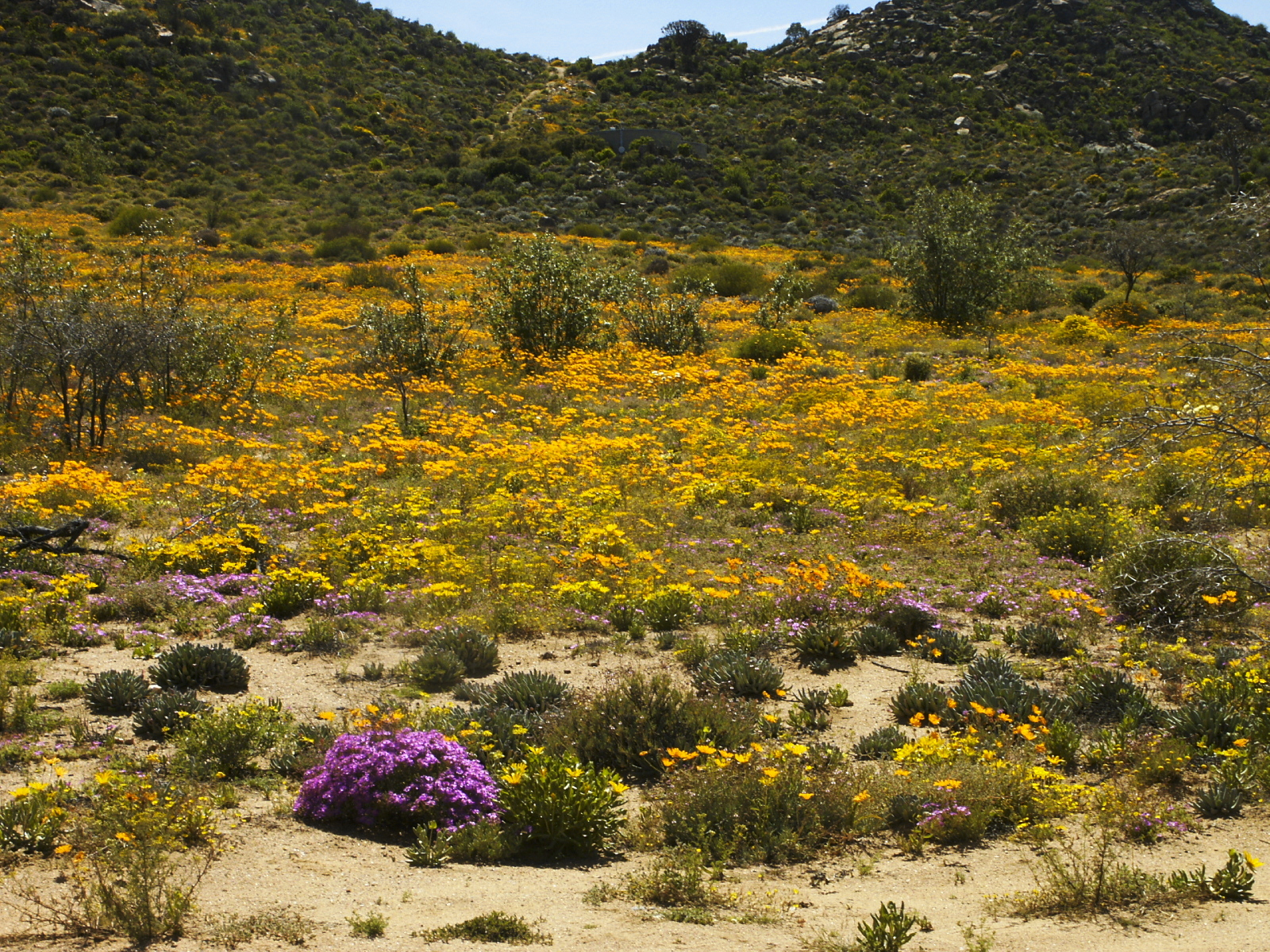